# (48422) Schrade
(48422) Schrade ist ein Asteroid des Hauptgürtels, der von dem deutschen Astronomen Freimut Börngen am 3. November 1988 an der Thüringer Landessternwarte Tautenburg (IAU-Code 033) entdeckt wurde.
Der Himmelskörper wurde nach dem deutschen Manager Hugo Schrade (1900–1974) benannt, der mit der Ehrenbürgerwürde der Stadt Jena ausgezeichnet wurde. Die Benennung des Asteroiden erfolgte am 1. Mai 2003.